# Holochlora magna
Holochlora magna är en insektsart som beskrevs av Wei Ying Hsia och Xiangwei Liu 1990. Holochlora magna ingår i släktet Holochlora och familjen vårtbitare. Inga underarter finns listade i Catalogue of Life.